# ميسروب الخيزاني
مسروب الخيزاني (بالأرمنية: Մեսրոպ Խիզանեցի)‏ (حوالي 1560م - 1652م) هو أحد أبرز ورَّاقي المخطوطات الأرمنية في بلاد فارس. ولد ميسروب في الدولة العثمانية لكنه عاش في نهاية المطاف في أصفهان في بلاد فارس، حيث ساهم في صنع مخطوطات للكتاب المقدس والأناجيل لمدة أربعة عقود. كان أيضًا كاتبًا ومعلمًا وطبيبًا في علم اللاهوت ومرممًا وموثقًا. تم عرض مخطوطاته في المتاحف في جميع أنحاء العالم وتوجد في العديد من المكتبات المرموقة.

## حياته
ولد ميسروب من خيزان لأبوين أرمنيين في حوالي عام 1560 ويعتقد أنه من منطقة خيزان (المعروفة باسم هيزان) بالقرب من بحيرة فان الواقعة في الدولة العثمانية.  اشتهر أرمن خيزان بصنع المخطوطات، التي عُرفت فيما بعد بمدرسة خيزان للفنون. 

## أعماله
من بين الأعمال الأولى لميسروب إنجيل 1608م. نفذ الكاهن خاتشادور المخطوطة الأولى وحصلت على رعاة من مختلف الأثرياء الأرمن.  وسرعان ما تبع ذلك إنجيل أخر عام 1609، وهو جزء من مكتبة بودليان، مكتبة الأبحاث الرئيسية بجامعة أكسفورد.  يحتوي إنجيل 1609م على مراثي سقوط أرمينيا في عهد الشاه عباس:
تُظهر لوحة القديس يوحنا الإنجيلي، التي أُنجزت عام 1615م وهي الآن جزء من متحف جيه بول جيتي، يوحنا الرسول وهو يتلقى كلمة الله من خلال شعاع من الضوء الأزرق.  يوحنا محاط بضوء أصفر وأشكال ممدودة. 

## معرض صور

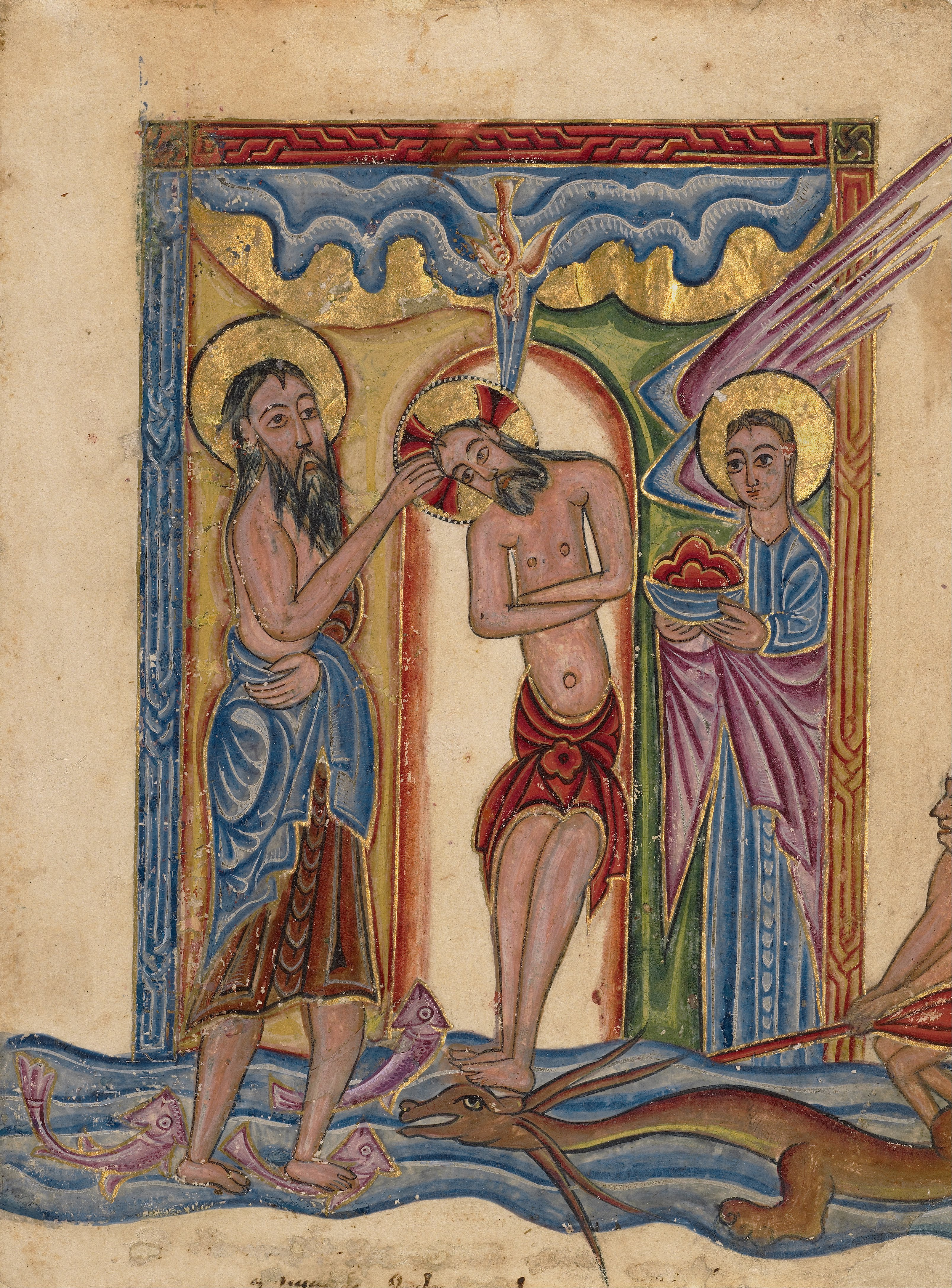
معمودية المسيح 1615
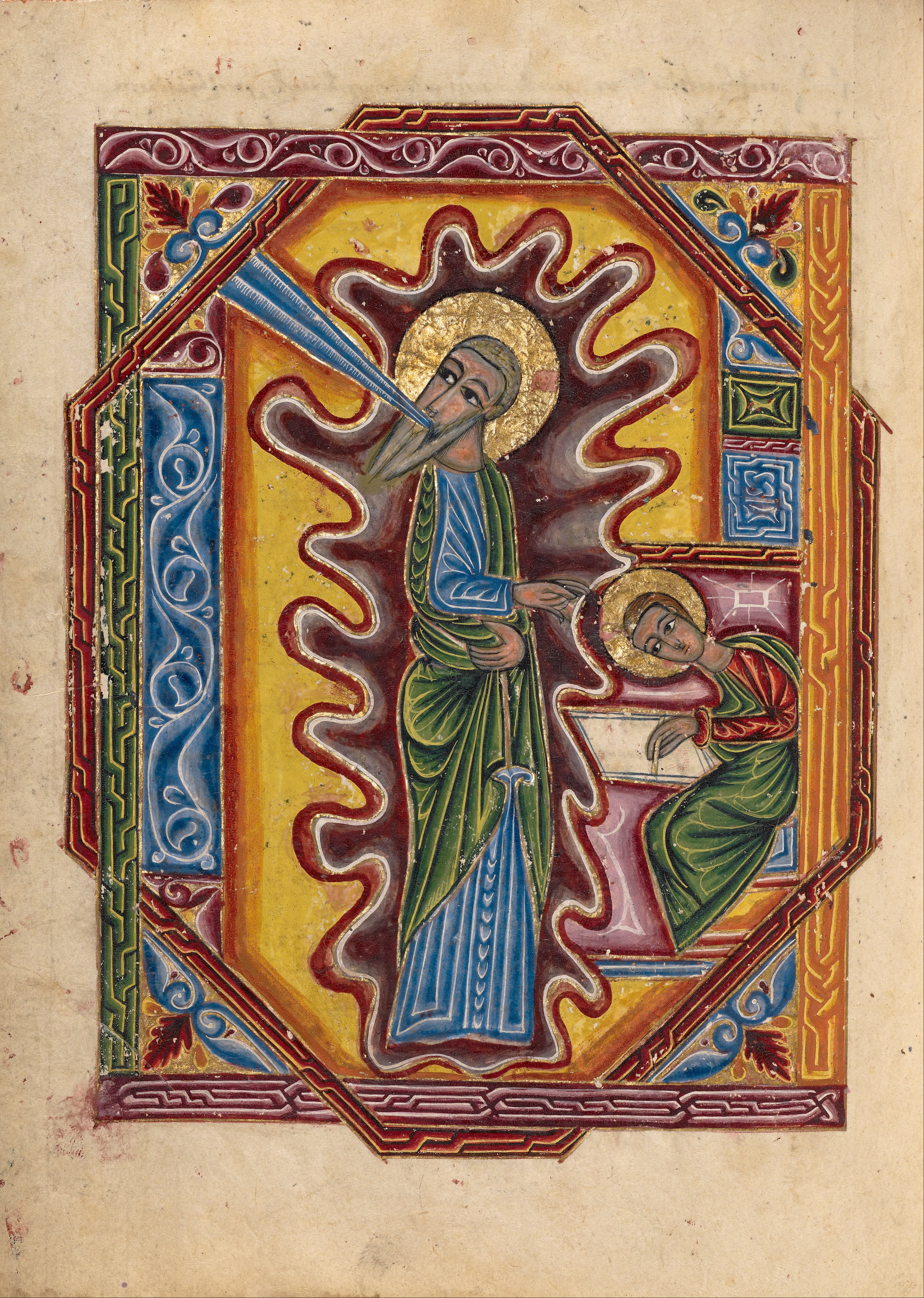
القديس يوحنا الإنجيلي 1615
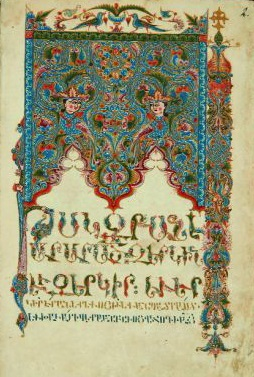
الكتاب المقدس الأرمني لميسروب من خيزان
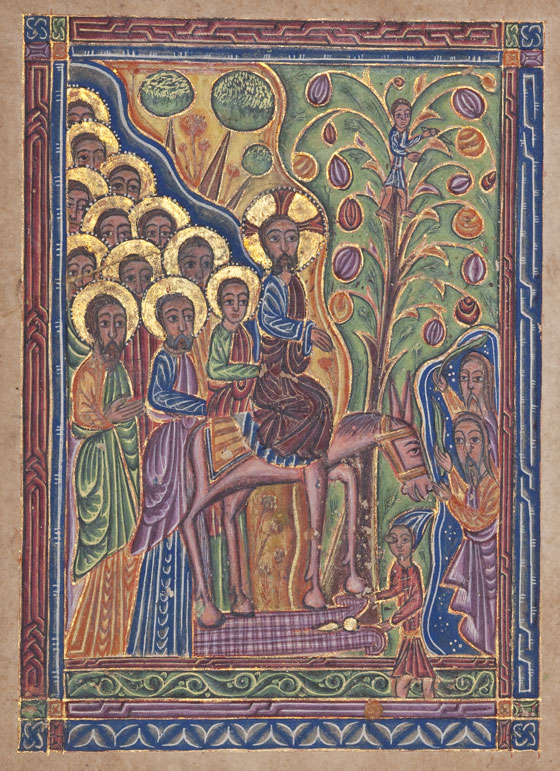
دخول المسيح إلى أورشليم ، ١٦١٨-١٦٢٢
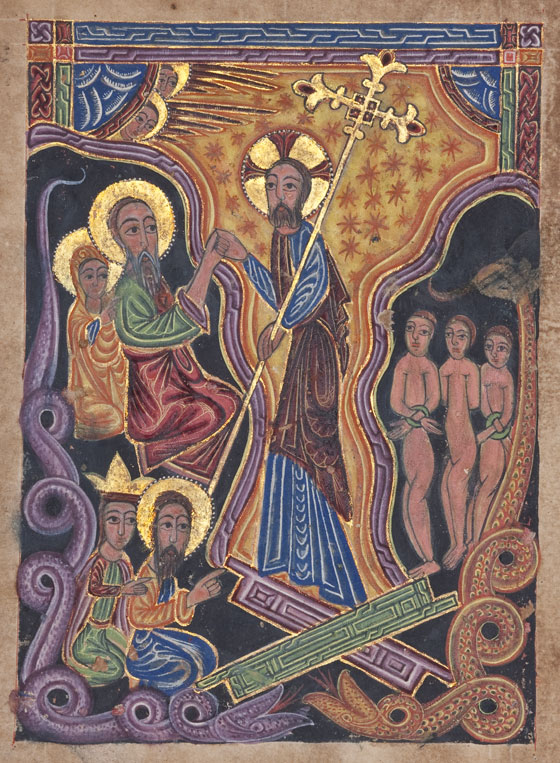
ترويع الجحيم ، 1618-1622

## قراءة معمقة
- Arakelian، Mikael (2003). "The Armenian Manuscripts Illuminated By Mesrop Xizanc'i from the Matenadaran Collection". Iran and the Caucasus. ج. 7 ع. 1: 147–182. DOI:10.1163/157338403X00079.
- Arakelyan، Mikayel (2012). Mesrop of Xizan: an Armenian master of the seventeenth century. London: Sam Fogg. ISBN:0955339332.